# Europas Grand Prix 2000
Europas Grand Prix 2000 var det sjätte av 17 lopp ingående i formel 1-VM 2000. Loppet kördes i Tyskland.

## Resultat
1. Michael Schumacher, Ferrari, 10 poäng
2. Mika Häkkinen, McLaren-Mercedes, 6
3. David Coulthard, McLaren-Mercedes, 4
4. Rubens Barrichello, Ferrari, 3
5. Giancarlo Fisichella, Benetton-Playlife, 2
6. Pedro de la Rosa, Arrows-Supertec, 1
7. Pedro Diniz, Sauber-Petronas
8. Gaston Mazzacane, Minardi-Fondmetal
9. Jean Alesi, Prost-Peugeot
10. Jenson Button, Williams-BMW (varv 62, elsystem)
11. Johnny Herbert, Jaguar-Cosworth (61, kollision)
12. Alexander Wurz, Benetton-Playlife (61, kollision)

### Förare som bröt loppet
- Ricardo Zonta, BAR-Honda (varv 51, snurrade av)
- Marc Gené, Minardi-Fondmetal (47, gasspjäll)
- Jacques Villeneuve, BAR-Honda (46, motor)
- Eddie Irvine, Jaguar-Cosworth (29, kollision)
- Jos Verstappen, Arrows-Supertec (29, snurrade av)
- Ralf Schumacher, Williams-BMW (29, kollision)
- Mika Salo, Sauber-Petronas (27, bakaxel)
- Heinz-Harald Frentzen, Jordan-Mugen Honda (2, motor)
- Jarno Trulli, Jordan-Mugen Honda (0, kollision)

### Förare som diskvalificerades
- Nick Heidfeld, Prost-Peugeot (undervikt)

## VM-ställning
| Förarmästerskapet 1. Michael Schumacher, Ferrari, 46 2. Mika Häkkinen, McLaren-Mercedes, 28 3. David Coulthard, McLaren-Mercedes, 24 | Konstruktörsmästerskapet 1. Ferrari, 62 2. McLaren-Mercedes, 52 3. Williams-BMW, 15 |